# Parc national de Yuraygir
Le parc national de Yuraygir est un parc national situé en Nouvelle-Galles du Sud en Australie à 482 km au nord-est de Sydney.